# استان والورده
استان والورده (به لاتین: Valverde Province) یک استان در جمهوری دومینیکن است.
مساحت این استان ۸۲۳٫۳۸ کیلومتر مربع و جمعیت آن در سال ۲۰۱۴ میلادی ۲۱۷٬۰۲۶ نفر می‌باشد.